# La mort est mon métier
La mort est mon métier is een boek van de Franse auteur Robert Merle uit 1952.
Dit boek beschrijft aan de hand van het fictieve personage Rudolf Lang het leven van de commandant van Auschwitz, Rudolf Höss.
De schrijver geeft het ook meteen toe in zijn voorwoord, dat overigens pas in 1972 aan zijn boek werd toegevoegd: "Rudolf Lang a existé. Il s'appelait en réalité Rudolf Hoess, et il était commandant du camp d'Auschwitz." (Rudolf Lang heeft bestaan. Hij heette eigenlijk Rudolf Hoess en hij was commandant van het kamp Auschwitz)
Het boek is opgebouwd uit zeven hoofdstukken, die allemaal een jaartal dragen, en het begint in 1913 en eindigt in 1945.
Het boek begint met de beschrijving van de relatie tussen Rudolf en zijn uiterst autoritaire vader. Zijn vader had een soort van afstandelijke verhouding met zijn zoon. Er kwamen nauwelijks tot geen gevoelens bij kijken. Vandaar dat dat wellicht ook de reden is voor het gebrek aan gevoelens dat de hoofdpersoon zelf ontwikkelt.